# Serra do Tinguá
A Serra do Tinguá é um maciço localizado principalmente entre os bairros de Tinguá, município de Nova Iguaçu e Xerém, município de Duque de Caxias, Rio de Janeiro. É um dos últimos remanescentes da Mata Atlântica. A altitude máxima é de aproximadamente 1.600 metros. Nesta serra está localizada a Reserva Biológica Federal do Tinguá, as nascentes dos rios Iguaçu e Tinguá e muitas outras atrações turísticas. 
Encravada na Serra do Mar, a Serra do Tinguá foi declarada Floresta Protetora da União durante o governo Getúlio Vargas (1930-1946). A região tem grande potencial hídrico (com rios, corredeiras e cachoeiras) e é também um importante pólo de pesquisas sobre a biodiversidade da Serra do Mar. Também conserva diversas espécies de aves, répteis, mamíferos e anfíbios. Gavião-pomba, onça-parda, cachorro-do-mato, morcego-vermelho, gato-maracajá, jaguatiricas e guaxinim são algumas das espécies ameaças e protegidas que podem ser vistas na Reserva Biológica Federal do Tinguá.